# Linus Sebastian
Linus Gabriel Sebastian is een Canadese YouTube-persoonlijkheid, presentator en producent. Hij is de oprichter en CVO (Chief Vision Officer) van Linus Media Group. Ook is hij de eigenaar van Floatplane Media.
Hij is vooral bekend voor het maken en hosten van vijf YouTube-kanalen: Linus Tech Tips, Techquickie, TechLinked, ShortCircuit en Channel Super Fun. Hiernaast is Linus Media Group ook eigenaar van de kanalen: Mac Address, They're Just Movies, LMG Clips en Linus Cat Tips. Deze kanalen hebben in mei 2021 een gecombineerd abonneebestand van meer dan 22 miljoen abonnees. Vanaf februari 2021 staat Linus Tech Tips op de 1e plaats van de meest bekeken technologiekanalen op YouTube.
Van 2007 tot 2015 was hij ook een regelmatige presentator van technologievideo's voor de inmiddels failliete Canadese computerretailer NCIX.

## Carrière

### NCIX en Linus Tech Tips

Het logo van Linus Tech Tips

Sebastian werkte als productmanager voor de inmiddels failliete Canadese online computerwinkel NCIX. Hij werd door het bedrijf gevraagd om presentator te worden voor het technologiekanaal van NCIX dat werd opgericht om producten te demonstreren. Sebastian werd bijgestaan door een onbekende cameraman en redacteur, werkte met beperkte middelen en filmde video's met een camera die was geleend van de zoon van de baas van het bedrijf. Zijn eerste video was een demonstratie van een Sunbeam processor-koellichaam.
Vanwege hoge kosten en weinig kijkers tijdens de begindagen van het kanaal, kreeg Sebastian de opdracht om het Linus Tech Tips-kanaal te maken als een goedkopere alternatief voor het NCIX-kanaal. Het doel was om lagere productiewaarden mogelijk te maken zonder het NCIX-merk te beïnvloeden. Hij beschreef de websites TigerDirect en Newegg als concurrenten. Linus Tech Tips werd op 24 november 2008 aangemaakt.
Sebastian was geen voltijdse videomaker bij NCIX. Hij werkte er namelijk ook als voltijdse verkoopvertegenwoordiger, high-end systeemontwerper, productmanager en categoriemanager.

### Linus Media Group
Sebastian heeft Linus Media Group (LMG) in januari 2013 opgericht vanuit een garage, met Luke Lafreniere, Edzel Yago en Brandon Lee. De groep ontwikkelde het Linus Tech Tips-kanaal als een onafhankelijke onderneming. Sebastian startte daarnaast ook nog een 2de kanaal op: Techquickie.
In een interview uit 2014 onthulde Sebastian dat hij slapeloze nachten had onder de druk om uit te zoeken hoe hij zijn gezin kon onderhouden terwijl hij ook personeel in dienst nam tijdens de vroege dagen van zijn onafhankelijke YouTube-carrière, omdat hij geen startkapitaal had om mee te werken.
In 2015 verhuisde het bedrijf voor het eerst naar een commerciële kantoorruimte, nadat het eerder had gewerkt vanuit een woonadres in Surrey, Brits-Columbia. Het verhuisproces werd gedocumenteerd in een reeks vlogs die een van de meest geprezen video's werd in de kanaalgeschiedenis van Linus Tech Tips. Sindsdien heeft Sebastian af en toe office-vlogs gemaakt na de verhuizing.
In mei 2023 kondigde Sebastian aan dat hij vanaf begin juli 2023 niet langer CEO zal zijn van Linus Media Group, Floatplane en gerelateerde ondernemingen.

### Interessante projecten
Op 3 januari 2016 bracht Linus Tech Tips een video uit waarin een computer wordt gedemonstreerd die zeven individuele gebruikers tegelijk kan ondersteunen, met een geschatte totale kostprijs van $ 30.000. De video maakte technologienieuws op een aantal websites. De computer had acht modules van 32 GB ECC DDR4 RAM, acht Kingston SSD's van 1 TB, twee Intel Xeon 14-core E5 2697 v3-processors, zeven AMD R9 Nano GPU's, een EVGA T2 1600W PSU en was ondergebracht in een Caselabs Mercury S8 met een Asus Z10PE-D8 WS moederbord. Het project werd gesponsord door Kingston Technology.
In augustus 2017 uploadde het Linus Tech Tips-kanaal een tweedelige video waarin ze konden gamen met een resolutie van 16K (15360 bij 8640 pixels) met 16 4K Acer Predator XB1-monitoren in een 4 bij 4-configuratie. Het systeem waarop het beeldscherm draaide, was uitgerust met 4 Nvidia Quadro P5000 grafische kaarten.
In april 2018 uploadde het Linus Tech Tips-kanaal een video waarin werd beweerd dat Apple weigerde zijn iMac Pro te repareren (betaalde reparaties buiten garantie) nadat ze deze hadden beschadigd tijdens een demontage van een product, een handeling van Apple (weigering om te repareren) die gespeculeerd is illegaal te zijn.
In december 2018 bracht Linus Tech Tips een vierdelige serie uit waarin hun ervaring werd beschreven met het kopen van een gaming-pc van 6 systeembouwers die drie verschillende marktlagen vertegenwoordigen: twee grote fabrikanten (HP en Alienware), twee grote systeembouwers (iBuyPower en CyberPowerPC) , en twee luxe boetieksysteembouwers (Origin PC en Maingear) om te zien wat ze de gemiddelde klant zouden bieden. Accountant-agent Janice van Linus Media Group ging undercover met verkoop- en technische ondersteuningsvertegenwoordigers van elke systeembouwer om te bepalen welke de beste en welke de slechtste waren.
 
De ervaringen waren gevarieerd. Sommige systeembouwers waren erg behulpzaam en respectvol, terwijl anderen precies het tegenovergestelde waren. De serie is meer dan 12 miljoen keer bekeken en is opgenomen in PC Gamer.
Op 10 augustus 2020 startte Linus Tech Tips met een videoreeks waarin elke Linus Media Group een Intel 5000 $ Extreme Tech Upgrade zou ontvangen. Elke werknemer zou op termijn een budget van 5000 $ gekregen hebben om een tech upgrade uit te voeren in hun huis. Die tech upgrade zou tevens geïnstalleerd worden door Linus zelf.
Op 28 maart 2022 publiceerde Linus Media Group een video waarin Linus een server uitpakte ter waarde van 1 miljoen CA$. De server zou 1 petabyte aan SSD-opslag hebben.
In 2022 kocht Linus Media Group een nieuw commercieel gebouw waar een testlab zal worden opgericht. Het doel van deze investering is om zelf testen te kunnen uitvoeren op de producten die besproken worden op hun kanalen.

## Privé
Sebastian is sinds 20 mei 2011 getrouwd met Yvonne Ho. Ze hebben een zoon en twee dochters.
In een interview met technologie-startup-website Tech.co in 2014 zei Sebastian dat zijn favoriete YouTubers TotalBiscuit, Marques Brownlee en Austin Evans waren. In februari 2014 behoorde Sebastian tot de groep YouTubers die geld en steun bijdroegen aan Evans, die zijn bezittingen en huis verloor bij een huisbrand in 2014.
In januari 2020 zei Sebastian dat hij erover nadacht om met pensioen te gaan. Hij volgde dit echter op door te stellen dat hij van gedachten is veranderd.
Op 2 April 2022 vertelde Linus, tijdens een aflevering van The WAN Show, dat hij een slachtoffer geworden is van e-mail fraude. Op 13 April 2022 vertelde hij tijdens een andere aflevering van The WAN Show dat hij 90 000 CA$ heeft overgemaakt aan de fraudeurs. De fraudeurs in kwestie hadden namelijk volledige toegang tot de email accounts van een aannemer waarmee Linus samenwerkte. Zo konden ze niet alleen de email communicatie bestuderen, maar ook nabootsen én emails versturen via authentieke emailadressen. Intussen kon Linus zijn geld terugvorderen.